# 徳島出版
徳島出版株式会社（とくしましゅっぱん）は、かつて徳島県徳島市に本社を置いていた出版社。

## 沿革
- 1952年 - 株式会社徳島新聞出版部設立。
- 1961年 - 株式会社出版に社名変更。
- 1978年 - 徳島出版株式会社に社名変更。
- 1985年 - 株式会社徳島案内広告社を合併。
- 2006年 - 広告代理店・アド徳島設立。
- 2011年5月13日 - 自主廃業[1][2]。